# Phigalia excentricaria
Phigalia excentricaria är en fjärilsart som beskrevs av Feichenberger 1962. Phigalia excentricaria ingår i släktet Phigalia och familjen mätare. Inga underarter finns listade i Catalogue of Life.